# 1498
1498 (MCDXCVIII) fue un año común comenzado en lunes según el calendario juliano en vigor en esa fecha.

## Acontecimientos
- 26 de febrero: en Alcalá de Henares (España) se funda la Universidad Complutense.
- 7 de abril: en Francia sube al trono Luis XII.
- 20 de mayo: en India, el navegante portugués Vasco da Gama llega a Calicut. Se abre por el este la ruta marítima a los países de Oriente.
- 23 de mayo: en Florencia (Italia), el gobernante Girolamo Savonarola es ejecutado por haber criticado al papa Alejandro VI.
- 30 de mayo: en España, el navegante Cristóbal Colón y sus hombres inician su tercer viaje a América.
- 31 de julio: tras dos meses de travesía, la flota de Cristóbal Colón llega a la isla de Trinidad.
- 5 de agosto: en la Península de Paria (Venezuela), la flota de Cristóbal Colón desembarca por primera vez en el continente americano, en el sitio donde en 1738 se fundará la futura población de Macuro.
- 14 de agosto: en Venezuela, la flota de Colón llega a la isla de Cubagua (estado Nueva Esparta).
- 20 de septiembre: en las localidades de Tokaido y Kii (Japón), se registra un violento terremoto de 8,6 y un gran tsunami, que dejan un saldo de 41.000 muertos. (Ver Terremotos anteriores al siglo XX).
- 14 de noviembre: en Yunnan (China) a las 0:00 (hora local) se registra un terremoto de magnitud 5 en la escala sismológica de Richter que deja «algunos» muertos.

## Arte y literatura
- Alberto Durero: Autorretrato.
- En Roma, el escultor Miguel Ángel empieza a esculpir la Pietà.

## Nacimientos
- 1 de enero: Sofía de Pomerania, reina consorte de Dinamarca (f. 1568).
- Mahidevran Gülbahar, consorte del sultán otomano Suleiman el magnífico, madre de Şehzade Mustafa y dos hijos más.
- 15 de noviembre: Leonor de Austria, reina de Portugal y Francia (f. 1558).

## Fallecimientos
- 4 de febrero: Antonio Pollaiuolo, pintor y escultor italiano.
- 7 de abril: Carlos VIII el Amable, rey francés.
- 23 de mayo: Girolamo Savonarola, fraile dominico italiano asesinado.
- 28 de agosto: Isabel de Aragón, princesa española, hija mayor de los Reyes Católicos.
- 16 de septiembre: Tomás de Torquemada, inquisidor español.